# 5337 Aoki
5337 Aoki este un asteroid din centura principală de asteroizi.

## Descriere
5337 Aoki este un asteroid din centura principală de asteroizi. A fost descoperit pe 6 iunie 1991 la Kiyosato de Satoru Ōtomo și Osamu Muramatsu. Asteroidul prezintă o orbită caracterizată de o semiaxă mare de 3,20 ua, o excentricitate de 0,09 și o înclinație de 6,4° în raport cu ecliptica.